# Robert Menu
Robert Menu, né le 10 février 1920 à Lille et mort le 4 novembre 2009 dans le 20ème arrondissement de Paris, est un homme politique français.

## Détail des fonctions et des mandats
Mandat parlementaire
- 30 juin 1968 - 1er avril 1973 : député de la 4e circonscription du Nord